# Knights Of The Apocalypse
Knights Of The Apocalypse (スティグマータ～赤煉の聖?, Sutigumāta: aka neri no kiyoshi) è un manga di Ko Ya Sung, autore sudcoreano naturalizzato giapponese.

## Trama
La storia tratta di chierici, detti Stigmaster, che possiedono il cosiddetto "potere divino". Il potere divino permette agli Stigmaster di combattere i demoni e difendere le persone.
Il Radem, avendo perduto le tracce del suo più famoso Stigmaster, padre Gabriel Iota, invia sorella Rosa a cercarlo, per far fronte all'imminente attacco dei demoni. Una volta trovato Iota, Rosa si accorge che egli ha perso la memoria e non riesce più a controllare il potere divino. Inizierà così un viaggio che porterà loro ed altri personaggi che subentreranno durante la storia combattere contro una vecchia conoscenza di Iota.

## Personaggi
Padre Gabriel Iota: È uno Stigamster, uno tra i più forti che parteciparono alla guerra santa. Attualmente ha perso la memoria e non ricorda nulla del suo passato.
Sorella Rosa: È una suora che fa parte del Radem. Investirà per errore Iota con la sua macchina facendogli perdere la memoria. Da quel momento, diventa la sua assistente.
Padre Hizel: È il direttore del Radem. Fu un compagno di Iota durante la guerra santa e anche lui è uno Stigamster. È molto protettivo nei confronti di Rosa e Iota.
Maria Ester: Detta la santa nera, è un cavaliere del regno di Sion. Aiuterà Iota e il Radem in varie occasioni.
Azazer: È un demone, il braccio destro di Katan. Si presenta sotto forma di un ragazzo con il cappello ed i capelli lunghi, mentre la sua vera forma è quella di un mostro infuocato.
Sauzel Katan: Era un amico di Iota con il quale aveva anche trascorso l'addestramento per Stigmaster. Aveva un carattere dolce e una grande fede, ma dopo un incidente in cui la Chiesa aveva condannato a morte una donna accusandola di stregoneria diventò un demone. Adesso ha intenzione di distruggere Sion, anche a costo di combattere contro il suo amico Iota.